# پرژ گئورگیان
پرژ یِرِمی گئورگیان (ارمنی: Պերճ Երեմի Գևորգյան؛  زادهٔ ۷ نوامبر ۱۹۱۳ - درگذشته ۳۱ دسامبر ۱۹۷۷) بازیگر اهل ارمنستان بود. وی بین سال‌های - تا - میلادی فعالیت می‌کرد.

## زندگی‌نامه
وی در ۲۰ نوامبر [سبک قدیمی: ۷ نوامبر] ۱۹۱۳ در به دنیا آمد . وی همچنین برنده جوایزی همچون هنرمند مردمی ارمنستان شوروی (۱۹۶۷) شد. وی در ۳۱ دسامبر ۱۹۷۷ در سن ۶۴ سالگی در مسکو درگذشت